# Type 12 SNCB (1888)
Ne doit pas être confondu avec le Type 12 de 1939
Le Type 12 des Chemins de fer de l'État belge puis de la Société nationale des chemins de fer belges est une série de locomotives à vapeur pour trains de voyageurs express de disposition Columbia (arrangement d'essieux 121) à cylindres intérieurs mises en service entre 1888 et 1897. Dotées d'un Foyer Belpaire très large, elles sont en partie transformées en 1910-1912 avec un foyer Crampton profond, donnant naissance au type 12bis.
Les dernières type 12 non-transformées sont retirées de la circulation au cours de l'année 1923. Les type 12bis, à nouveau désignées type 12, disparaissent au plus tard en 1930.

## Histoire

### Genèse
Les Chemins de fer de l'État belge mettent en service leurs premières locomotives unifiées à foyer Belpaire carré en 1864 sous la forme des locomotives du type 1 qui succèdent aux Wilson des types 7 et 13 sur lesquelles Alfred Belpaire avait remplacé le foyer d'origine par un foyer Belpaire rond puis carré, trouvant ainsi la parade à l'augmentation du prix du combustible (coke et briquettes) dont la qualité était en net recul. Plus puissantes que les Wilson améliorées, les locomotives du type 1, de disposition 120, peuvent atteindre les 100 km/h en tête de trains légers ou remorquer 150 t à 75 km/h sur des lignes de niveau. Ces performances remarquables dans les années 1860 ne sont plus suffisantes au début des années 1880 d'autant que le poids des trains, et celui des nouvelles voitures à voyageurs, est en augmentation.
Une version améliorée du type 1 est réalisée sous la forme des locomotives no 868 et 869 étudiées par l'ingénieur Bika et construites par Carels frères. La 869 de 1885 reprend l'aspect général du type 1 en particulier le diamètre de ses roues, qui peut être changé en cas de besoin, mais emploie une chaudière et des cylindres légèrement agrandis. Essayée entre Bruxelles et Anvers ainsi que vers la côte, elle ne donne pas lieu à un gain de performances suffisant ce qui n'empêche pas la commande en 1889 de la 868 dotée de roues de 1,80 m et de cylindres agrandis afin de remorquer des trains plus lourds à une vitesse moins élevée. Ces deux prototypes n'ont pas de descendance, l’État belge réfléchissant à une locomotive entièrement neuve dont le programme spécifie qu'elle remorquera des trains de 150 t à 90 km/h sur une rampe de 5 pour mille (5 ‰).
La disposition d'essieux 121, qui dégage un espace suffisant pour un foyer plus grand que ce que tolère l'espace entre les deux essieux moteurs, avait déjà été utilisée en Belgique par la Grande Compagnie du Luxembourg sous la forme des no 31 et 38 à 43 de 1860-1862. Le foyer de ces machines primitives n'était pas particulièrement grand et s'apparentait à celui en porte-à-faux des 030 contemporaines. Utilisées entre Bruxelles et Namur, ces locomotives à roues de 1,70 m sont transformées en locomotives-tender par l’État belge qui les désigne type 12 jusqu'à l'arrivée du type 12 de 1888.
Le type 12 de 1888 se distingue de ses locomotives par ses très grandes roues (2,10 m) en raison de son affectation aux trains à grandes vitesses sur les lignes à profil facile.

### Mise au point

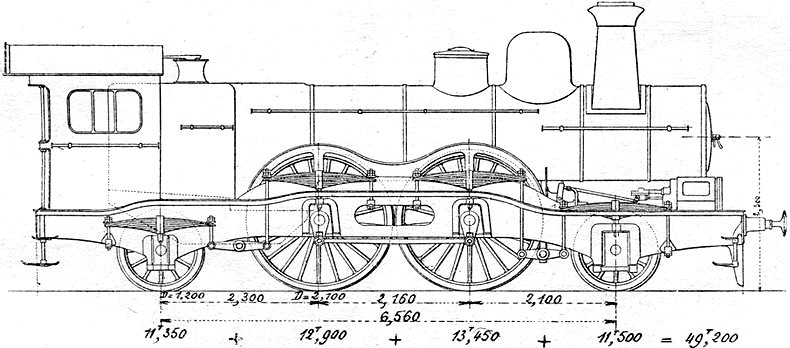
Schéma d'une locomotive de la première variante (1888-1890).

Mis au point par Masui et Belpaire ainsi que l'ingénieur Robert Zumach, de nationalité allemande, qui travaillait pour la firme Cockerill, le prototype du type 12 emploie une distribution Walschaerts, jusqu'ici rarement utilisée par l’État belge. L'essieu porteur avant doté de boîtes radiales système Roy est prolongé par un important porte-à-faux. Les cylindres sont disposés partiellement en avant de la boîte à fumée, appuyée dessus, et se singularisent par leurs chapelles de distribution obliques. La locomotive prototype est numérotée 196.
À la recherche de davantage de puissance sans renoncer au principe du foyer Belpaire à fond plat sur lequel du charbon tout-venant est brûlé en une couche fine, les ingénieurs Belpaire et Masui mettent au point un type de chaudière au foyer considérablement agrandi pour leurs locomotives pour marchandises du type 25 et pour le prototype du type 6, destiné aux voyageurs sur les lignes au relief difficile. Par rapport au foyer carré des origines, celui-ci s'élargit progressivement selon une forme trapézoïdale et occupe pratiquement toute la largeur de la locomotive. Les locomotives pour voyageurs, dotées de grandes roues, rencontrent toutefois un obstacle de taille étant donné que les roues motrices occupent une partie de l'espace dévolu au foyer débordant. Il faut donc donner une forme différente à l'avant du foyer, plus étroit pour passer entre les roues. Le type 6 et le type 12 sont dotées de variantes de ce foyer particulier dont la complexité rendait la tâche du chauffeur difficile.
Capable de s’inscrire dans des courbes de 300 m de rayon grâce au débattement de son essieu porteur avant et à l'empattement de ses roues motrices réduit à son strict minimum, elle est autorisée à circuler à 110 km/h, vitesse plus tard abaissée à 90 en raison de l'instabilité de son bissel avant.
En concurrence de Cockerill, la Société de Saint-Léonard construit en 1988 une 121 à tender séparé pourvue d'une triple chaudière lui donnant des performances supérieures. De nombreux problèmes de mise au point et la complexité des trois chaudières font que la locomotive no 195 "trichaudière" restera seule en son genre et partagera les roulements du type 12 jusqu'à ce qu'une explosion ne mette fin à sa carrière en 1902,.

### Construction
Favorisant le prototype de Cockerill à la conception moins inhabituelle, l'État belge commande un total de 115 locomotives du type 12 à huit constructeurs belges,.
- Cockerill produit 31 exemplaires entre 1888 et 1897, numérotés 196, 192, 907, 917, 934-935, 954, 1939-1944, 1989-1992, 212, 519, 560, 2142-2144, 2161-2162, 2097-2098 et 2226-2229 ;
- Carels livre 8 locomotives entre 1892 et 1896 : les 1993-1994, 2156-2157, 2134-2135, 921 et 943 ;
- Couillet en construit 10 au cours de la même période : les 2145-2152, la 949 et la 2092 ;
- la Société Franco Belge en produit 5 en 1894-1896, numérotées 2140, 2163, 2141, et 2099-2100 ;
- Haine-Saint-Pierre en fabrique 13 entre 1892 et 1897 : les 1998-2000, 950, 972, 2132-2133, 2095-2096, 2220-2222 et 1452 ;
- les Ateliers de la Meuse en livrent 14 à partir de 1891 : les 722', 1988-1986, 2138-2139, 2158-2159, 912, 1454 et 2223-2225
- la Société de Saint-Léonard construit un total de 15 type 12 de 1891 à 1896 : les 1951-1955, 1995-1997, 865, 897, 2136-2137, 2160 et 2093-2094;
- les Ateliers de Tubize en livrent 18 entre 1891 et 1894 : les 1945-1950, 431-432, 1453, 1455, 902, 910, 2130-2131 et 2153-2155.

En plus de ces locomotives, la n°812 est obtenue en 1897 à l'Atelier central de Malines par "transformation" d'une locomotive-tender du type 3. En dehors du matricule, le montant des pièces issues de la machine donneuse est inconnue.

### Évolutions
Les huit locomotives de 1888-1890 sont dotées d'une cheminée carrée. Les 21 locomotives de 1891 s'en distinguent par la présence d'un chapiteau en laiton à la chaudière, au lieu de métal peint, et par la forme différente du dôme, de l'abri et de la barre de relevage tandis que celles de 1892 introduisent le déplacement des soupapes Wilson du sommet du foyer vers une position en arrière de la sablière. Celles de 1893-1894 introduisent un ressort hélicoïdal pour le rappel de la suspension assurée comme sur les précédentes par des ressorts à lames.
Les locomotives de 1895 introduisent un nouveau type de cheminée tronçonnique, dont le diamètre s'accroit sur celles de 1897. Le poids est également en augmentation par rapport aux type 12 de 1888.
Les locomotives no 2159 et 1454, construites par la Meuse en 1893 et 1897 se distinguent par leur distribution Durant-Lencauchez à quatre tiroirs cylindriques indépendants agissant respectivement sur l'admission et l'échappement avec des distributeurs oscillants. Ce dispositif que l'on retrouve également sur les 121 Forquenot du Paris-Orléans a réclamé un allongement de 50 cm du châssis, exacerbant le porte-à-faux,.

### Carrière et services effectués
Les trains de voyageurs de 150 t qui donnaient des difficultés au type 1 et au premier prototype Bika peuvent désormais circuler à 110 km/h sur une rampe continue d'une valeur de 5 ‰ et d'une longueur de 10 km et un train de 270 t circule à 95 km/h sur ces mêmes sections en rampe telles qu'on en retrouve entre Louvain et les hauteurs de Liège. Contrairement aux type 1, elle peut également parcourir des lignes plus accidentées à une vitesse soutenue, telles que les lignes vers Mons ou Tournai. Enfin, elles s'accaparent les trains de première catégorie sur les lignes vers Anvers, Gand et Ostende où le relief est quasi-inexistant. Elles arrivent à point nommé pour faire face à la multiplication des voitures à trois essieux et des premières voitures à bogies.
Les premières locomotives de la série sont réparties entre les dépôts d'Ostende, Bruxelles-Nord et Vienne où leurs faits d'armes les plus remarquables sont la traction sur le territoire belge des trains de luxe de la CIWL vers Vienne et Saint-Pétersbourg. Elle font peu après leur apparition aux dépôts de Bruxelles-Midi et Mons afin de remorquer les trains vers Paris. Elles auraient également circulé sur la ligne du Luxembourg et en tête d'express vers Anvers, les Pays-Bas, Courtrai et Tournai.
L'arrivée des locomotives des types 17, 18, 18S et 18bis les évince progressivement des meilleurs trains rapides. Par rapport au type 12, ces locomotives à bogie avant et foyer étroit sont capables d'une meilleure stabilité aux vitesse élevée et sont moins compliquées à conduire et à maintenir. Le diamètre des roues motrices est légèrement moins élevé mais la puissance de l'ensemble est supérieure. À la même époque, la généralisation des voitures dotées de couloirs, de toilettes et d'intercirculation impose d'augmenter la longueur des trains, et donc leur poids, ne serait-ce que pour conserver le même nombre de places assises. L'État belge, comme les autres réseaux européens, commande donc de grandes quantités de locomotives à trois essieux moteurs (Ten wheel puis Pacific) qui remplacent non-seulement les cousines des type 12 construites pour les lignes à fort gradient mais essaiment également sur les lignes de Liège et Ostende, en tête de trains très lourds.
Les type 12 sont reléguées aux trains semi-directs à arrêts fréquents, un service pour lequel elles ne sont pas adaptées en raison de leurs démarrages lents et du poids plus élevé de ces trains de voyageurs. La plupart sont regroupées vers les dépôts de Gand-Ledeberg, Bruges et Ostende et tractent des trains de toute sorte vers toutes les gares de la côte, Dunkerque et Courtrai. Celles du dépôt de Visé et de Liège assurent des dessertes vers Maastricht, Hasselt et Anvers tandis que des type 12 sont encore présentes à Anvers et Tournai en 1914.
Lors de l'invasion de 1914, seul une faible proportion de ces locomotives fait partie du matériel évacué en France. 77 type 12 ou 12bis sont utilisées par l'occupant qui les classe dans le type S 2, numérotées entre 04201 et 04289 ; cette numérotation suggère qu'au-moins 11 locomotives inopérantes n'ont pas reçu de matricule allemand. Nombreuses sont celles envoyées en Allemagne voire dans les territoires conquis aux Russes. Au cours de cette période, un certain nombre sont finalement ferraillées pour leurs pièces de rechange ou afin d'utiliser les métaux pour l'industrie de guerre. 
Les 4215, 4217 et 4242 (ex-2142, 954 et 812) se retrouvent en Pologne qui les classe dans la série Pe101. Peu de choses sont connues sur ces locomotives si ce n'est que celles à cheminée carrée auraient été transformées avec un échappement rond et qu'elles disparaissent en 1924 ou à une date inconnue avant 1927. Les chemins de fer lettons ont possédé trois type 12 qui leur auraient été remises en 1919 au sein d'un groupe de locomotives allemandes présentes à Königsberg. Numérotées An 29 à 31, elles sont radiées en 1921-1923.
Une vingtaine de type 12, la plupart ayant passé la guerre en France et non en Allemagne, sont encore à l'inventaire après 1918 mais ce total inclut à la fois des locomotives en état de marche, d'autres en trop mauvais état et enfin des type 12 perdues ou restées dans d'autres pays. Un nombre inconnu de type 12 à foyer Belpaire sont réactivées pour faire face à la pénurie de machines et affectées aux dépôts d'Anvers-Berchem, Tournai ou Louvain. Remplacées à partir de 1922 par des locomotives plus récentes d'origine variée ou par les type 12bis que l’État belge a jugé réparables, elles sont toutes radiées en 1923.

## Type 12bis
La chaudière à foyer Belpaire large et de très faible profondeur est arrivée à ses limites et impose un travail harassant aux équipes de conduites, au point de requérir la présence d'un deuxième chauffeur, d'autant que le charbon menu n'est plus aussi bon marché. Après le départ à la retraite des ingénieurs Belpaire et Masui, leurs successeurs ont mis service les locomotives pour express des types 17 et dérivées qui emploient toutes un foyer étroit et profond, capable de brûler une couche épaisse de combustible tel que des briquettes de charbon.
Comme pour les locomotives du type 6 utilisées sur les lignes à forte rampe, l'État belge commande de nouvelles chaudières à foyer profond et cheminée cylindrique ordinaire qui seront montées sur un total de 22 locomotives entre 1910 et 1912 ; la longueur accrue de ces chaudières fait que la boite à fumée est désormais totalement appuyée sur les cylindres. Désignées type 12bis, ces locomotives ont une puissance légèrement inférieure mais le rendement et l'effort de traction sont meilleurs et la maintenance est grandement facilitée. Eu égard à la profonde mutation que connaissent les chemins de fer belges à cette période, avec des trains de plus en plus lourds et rapides, la direction décide de ne pas transformer davantage de type 12.
14 locomotives du type 12bis sont encore en service en Belgique au terme de la Première Guerre mondiale. Elles contribuent notamment à la disparition des type 12 à chaudière d'origine sur les trains rapides entre Bruxelles, Anvers et Roosendaal avant d'en être en grande partie chassées par du matériel plus jeune. Elles roulent dès lors en Campine vers Mol, Tilburg voire Hasselt. L'extinction du type 12 originel fait qu'à partir de 1925, les Chemins de fer de l'État, puis la SNCB, les désignent simplement comme type 12. Retirées du service actif à partir de 1925, elles sont formellement radiées entre 1927 et février 1931.

## En Allemagne
La société (de) exploitant la Ligne Main-Neckar s'intéresse de près à ce modèle développé en Belgique par l'ingénieur Zumach. Cockerill produit 6 exemplaires en 1892 et 2 en 1894 tandis que la Maschinenbau-Gesellschaft Karlsruhe en produit 7 autres entre 1898 et 1902. Par rapport au type 12, la locomotive est plus ramassée avec un foyer plus court et étroit. L'abri d'origine, semblable à celui des type 12, est remplacé par une cabine de conduite typiquement prussienne. Après le rattachement de la compagnie aux Chemins de fer d'État de la Prusse (KPEV), elles sont désignées dans la série S2, variante Mayence (de) et surnommées Krokodil (par déformation du nom Cockerill). Ces locomotives, très différentes de celles produites pour les compagnies allemandes, étaient déjà en cours de mise à la retraite en 1917.

## Préservation
Aucune des locomotives des types 12 et 12bis n'a été préservée.
La locomotive type 12 visible au musée de Schaerbeek appartient à une série non-apparentée.